# 高虎
高虎（1974年4月25日—），山东青岛人，中国男演员。毕业于中央戏剧学院表演系。经纪公司博纳演艺经纪公司。

## 生平
与金马影帝黄渤自初中起就是铁哥们儿，曾经传出高虎与马伊琍曾经结婚并育有一子，而结婚时的伴郎就是黄渤。
2014年8月4日晚，北京警方在朝陽區將涉嫌吸食毒品的演員高虎等4人查獲，並收繳毒品大麻約7克、冰毒約1克，從此演藝之路遭到封殺。目前投資副業謀生。

## 电视剧作品
| 年份   | 劇名                                | 角色                    | 備註     |
| ------ | ----------------------------------- | ----------------------- | -------- |
| 1996年 | 北京夏天                            | 邵壮                    |          |
| 1997年 | 康熙微服私访记1-犁头记              | 爱新觉罗胤礽            |          |
| 1999年 | 康熙微服私访记3-铃铛记              | 爱新觉罗胤礽            |          |
| 2000年 | 非常案件（红舞之夜）                | 曹磊                    |          |
| 2000年 | 吕不韦传奇                          | 嬴异人（嬴子楚）/嬴成蛟 |          |
| 2001年 | 东北一家人，25-26集：保险没问题！   | 保险员                  | 客串     |
| 2001年 | 西部情仇录/最爱                     | 何赛                    |          |
| 2001年 | 黑白布局/黑谍                       | 余西凡                  |          |
| 2001年 | 大脚马皇后                          | 胡大鹏                  |          |
| 2002年 | 大英雄郑成功                        | 黄延                    |          |
| 2002年 | 我这一辈子                          | 军官                    | 客串     |
| 2002年 | 各就各位（单元：爱你到永远）        | 王家卫                  |          |
| 2003年 | 天龙八部                            | 虚竹                    |          |
| 2004年 | 城市的星空                          | 冯远/远子               |          |
| 2004年 | 大明天子                            | 朱允炆                  |          |
| 2004年 | 大明王朝惊变录/大明王朝1449         | 朱祁钰                  |          |
| 2005年 | 凌云壮志包青天                      | 白云飞                  |          |
| 2005年 | 神鵰俠侶                            | 霍都王子                |          |
| 2005年 | 谁怜天下慈母心/叛逆危机             | 赵大飞                  | 客串     |
| 2005年 | 时髦老爹/见钱眼开                   | 汪博                    |          |
| 2006年 | 都市欲望                            |                         | 客串     |
| 2006年 | 逃亡香格里拉                        | 盛一朝                  |          |
| 2007年 | 碧血剑                              | 朱由检                  |          |
| 2007年 | 成都，今夜请将我遗忘/都是爱情惹的祸 | 陈重                    |          |
| 2008年 | 雪山飛狐                            | 平阿四                  |          |
| 2008年 | 暴雨梨花                            | 池田司令                | 客串     |
| 2008年 | 生死对峙                            | 李建军                  | 客串     |
| 2009年 | 国家宝藏之觐天宝匣/天眼             | 老十（祁老三）          |          |
| 2009年 | 英雄荣耀                            | 陈天瑞                  |          |
| 2009年 | 一个好汉两个帮/警察遇到兵           | 徐春磊                  |          |
| 2010年 | 我的三十年                          | 冼广伟                  |          |
| 2010年 | 水浒传                              | 青面兽杨志              |          |
| 2010年 | 大时代                              | 冯杰                    |          |
| 2010年 | 王海涛今年四十一                    | 李好                    |          |
| 2011年 | 大唐双龙传                          | 隋炀帝杨广              | 客串     |
| 2011年 | 风云之十里洋场                      | 朱洪生(十三爷)          |          |
| 2011年 | 民兵葛二蛋                          | 麦子                    |          |
| 2011年 | 四川往事之有多少爱可以重来          | 孟天运                  |          |
| 2014年 | 相爱十年                            | 刘元                    |          |
| 2014年 | 紅色                                | 客串                    | 戲份被刪 |

## 電影作品
| 年份 | 名称         |
| ---- | ------------ |
| 1998 | 关于爱的故事 |
| 2000 | 上车，走吧   |
| 2012 | 大上海       |
| 2013 | 白狐 (電影)  |
| 2014 | 澳门风云     |
| 2015 | 烈日灼心     |

## 綜藝節目
- 2013年  中国星跳跃 參與者

## 事件

### 過失致人死亡事件
2003年3月22日，高虎在拍摄电视剧《情错》中一个驾车镜头时，36岁的剧组灯光师冯子永被其撞成重伤，后经医院抢救无效死亡。检察机关以涉嫌过失致人死亡罪对高虎提起公诉。此案2004年2月24日在青岛开庭审理。同年7月13日，高虎因犯过失致人死亡罪，被判处有期徒刑一年，缓刑一年。

### 装修工人死亡事件
2012年3月25日，一装修工人在高虎的位于朝阳区十八里店观筑庭园小区的联排别墅内施工时，因误触电缆线意外身亡。事发后，该工人的妻子起诉高虎，要求法院判令其支付死亡赔偿金、丧葬费、精神抚慰金等88.5万余元人民币。该案后经北京市朝阳区人民法院以调解结案，认定高虎无责任，“补偿”原告35万元。

### 吸毒事件
2014年8月12日，高虎因吸毒被北京警方抓获。8月22日，高虎被释放并在微博道歉。10月8日，高虎被列入广电总局“封杀劣迹艺人”名单，其国内参与制作的电影、电视剧、电视节目、广告节目、网络剧、微电影等，都列入暂停播出范围。原定2014年底上映的电影《烈日灼心》因饰演三主角之一的高虎吸毒而延期，次年上映后高虎戏份几乎被全删。

## 外部連結
- 高虎的新浪微博